# Firmi
Firmi település Franciaországban, Aveyron megyében. Lakosainak száma 2333 fő (2022. január 1.). Firmi Almont-les-Junies, Aubin, Auzits, Conques-en-Rouergue, Cransac, Decazeville és Flagnac községekkel határos.

## Népesség
A település népessége az elmúlt években az alábbi módon változott:
| Lakosok száma | 2667 | 2930 | 2728 | 2557 | 2436 | 2430 | 2393 | 2372 | 2363 | 2333 |
|               | 1968 | 1982 | 1990 | 2006 | 2013 | 2015 | 2017 | 2019 | 2020 | 2022 |